# Johann Fischer
|  | No s'ha de confondre amb Jean Fischer. |

Johann Fischer (Suàbia, 1650 - 1721) fou un compositor i violinista alemany. Deixeble de Samuel Capricornus, passà molt jove a París, on fou ajudant de Sully. El 1681 se'l troba a Augsburg i el 1685 a Ampach més tard residí a Mitau, Schwerin, Estocolm, Copenhaguen i Stralsund, i, finalment, desenvolupà les funcions de mestre de capella del marcgravi de Schwedt. Fischer fou un dels primers a introduir a Alemanya l'obertura francesa.

## Obres principals
- Musikalische Maienlust
- 50 Aires francesos per a dos violins i baix xifrat (1681)
- Die himmliische Seelenlust, aires alemanys i madrigals a una veu amb acompanyament instrumental
- Musikalisches Divertissement, (1700)
- Tafelmusik, obertures i xacones per a dos violins, violes i baix (1702)
- Feld und Heldenmusik, (1704)